# Кубок Федерації 2009. Світова група II
Світова група II — друга за престижністю ступень Кубка Федерації. У 2009 в цій групі змагалися збірні Бельгії, Ізраїлю, Японії, Німеччини, України, Сербії, Швейцарії та Словаччини.

## Перший раунд (7—8 лютого2009)

### Список країн першого раунду
|    | Країна     | Гравці         | Гравці            | Гравці         | Гравці           | Капітан      |
| 1. | Словаччина | Д.Цибулкова    | Даніела Гантухова | М.Рибарікова   | Л.Вейнерова      | М.Ліптак     |
| 2. | Бельгія    | Яніна Вікмаєр  | Кірстен Фліпкенс  | Т.Хендлер      | С.Ойен           | С.Аппельманс |
| 3. | Швейцарія  | Патті Шнідер   | Тімеа Бачинскі    | Штефані Фегеле | Ніколь Рінер     | С.Люті       |
| 4. | Німеччина  | Сабіне Лісіцкі | А.-Л.Гронефельд   | К.Барроіс      | Т.Малек          | Б.Ріттнер    |
| 5. | Сербія     | Єлена Янкович  | Ана Іванович      | А.Йованович    | Бояна Йовановскі | Д.Вранес     |
| 6. | Японія     | А.Сугіяма      | А.Моріта          | А.Накамура     | Р.Фудзівара      | М.Уєда       |
| 7. | Україна    | А.Бондаренко   | К.Бондаренко      | М.Коритцева    | О.Савчук         | В.Богданов   |
| 8. | Ізраїль    | Шахар Пеєр     | Ц.Обцілер         | Ю.Глушко       | Ч.Астрого        | М.Ліор       |

### Матчі

#### Словаччина — Бельгія
| Словаччина SVK 3 | Sibamac Arena, Братислава, Словаччина 7-8 лютого 2009 хард | Sibamac Arena, Братислава, Словаччина 7-8 лютого 2009 хард         | Бельгія BEL 1 |     |     |  |
| \| \| \| \| 1 \| 2 \| 3 \| \| \| - \| ------------------ \| ------------------------------------------------------------------ \| ---- \| --- \| --- \| \| \| 1 \| Словаччина Бельгія \| Домініка Цібулкова Кірстен Фліпкенс \| 7 65 \| 6 1 \| \| \| \| 2 \| Словаччина Бельгія \| Даніела Гантухова Яніна Вікмаєр \| 7 62 \| 6 3 \| \| \| \| 3 \| Словаччина Бельгія \| Домініка Цібулкова Яніна Вікмаєр \| 6 0 \| 6 3 \| \| \| \| 4 \| Словаччина Бельгія \| Ленка Вейнерова Кірстен Фліпкенс \| 3 6 \| 6 4 \| 0 6 \| \| \| 5 \| Словаччина Бельгія \| Магдалена Рибарикова / Ленка Вейнерова Тамарін Хендлер / Софі Ойен \| 6 4 \| \| \| \| |                                                            |                                                                    |               |     |     |  |
| |                                                            |                                                                    | 1             | 2   | 3   |  |
| 1 | Словаччина Бельгія                                         | Домініка Цібулкова Кірстен Фліпкенс                                | 7 65          | 6 1 |     |  |
| 2 | Словаччина Бельгія                                         | Даніела Гантухова Яніна Вікмаєр                                    | 7 62          | 6 3 |     |  |
| 3 | Словаччина Бельгія                                         | Домініка Цібулкова Яніна Вікмаєр                                   | 6 0           | 6 3 |     |  |
| 4 | Словаччина Бельгія                                         | Ленка Вейнерова Кірстен Фліпкенс                                   | 3 6           | 6 4 | 0 6 |  |
| 5 | Словаччина Бельгія                                         | Магдалена Рибарикова / Ленка Вейнерова Тамарін Хендлер / Софі Ойен | 6 4           |     |     |  |

#### Швейцарія — Німеччина
| Швейцарія SUI 2 | Saalsporthalle, Цюрих, Швейцарія 7-8 лютого 2009 хард | Saalsporthalle, Цюрих, Швейцарія 7-8 лютого 2009 хард             | Німеччина GER 3 |     |     |  |
| \| \| \| \| 1 \| 2 \| 3 \| \| \| - \| ------------------- \| ----------------------------------------------------------------- \| ---- \| --- \| --- \| \| \| 1 \| Швейцарія Німеччина \| Патті Шнідер Анна-Лена Гронефельд \| 7 60 \| 6 3 \| \| \| \| 2 \| Швейцарія Німеччина \| Тімеа Бачинскі Сабіна Лісицьки \| 0 6 \| 4 6 \| \| \| \| 3 \| Швейцарія Німеччина \| Патті Шнідер Сабіна Лісицьки \| 65 7 \| 7 5 \| 6 1 \| \| \| 4 \| Швейцарія Німеччина \| Тімеа Бачинскі Анна-Лена Гронефельд \| 3 6 \| 1 6 \| \| \| \| 5 \| Швейцарія Німеччина \| Штефані Фогель / Патті Шнідер Анна-Лена Грінефельд / Тетяна Малек \| 4 6 \| 3 6 \| \| \| |                                                       |                                                                   |                 |     |     |  |
| |                                                       |                                                                   | 1               | 2   | 3   |  |
| 1 | Швейцарія Німеччина                                   | Патті Шнідер Анна-Лена Гронефельд                                 | 7 60            | 6 3 |     |  |
| 2 | Швейцарія Німеччина                                   | Тімеа Бачинскі Сабіна Лісицьки                                    | 0 6             | 4 6 |     |  |
| 3 | Швейцарія Німеччина                                   | Патті Шнідер Сабіна Лісицьки                                      | 65 7            | 7 5 | 6 1 |  |
| 4 | Швейцарія Німеччина                                   | Тімеа Бачинскі Анна-Лена Гронефельд                               | 3 6             | 1 6 |     |  |
| 5 | Швейцарія Німеччина                                   | Штефані Фогель / Патті Шнідер Анна-Лена Грінефельд / Тетяна Малек | 4 6             | 3 6 |     |  |

#### Сербія — Японія
| Сербія SRB 4 | Belgrade Arena, Белград, Сербія 7-8 лютого 2009 хард | Belgrade Arena, Белград, Сербія 7-8 лютого 2009 хард         | Японія JPN 0 |     |   |  |
| \| \| \| \| 1 \| 2 \| 3 \| \| \| - \| ------------- \| ------------------------------------------------------------ \| --- \| --- \| - \| \| \| 1 \| Сербія Японія \| Ана Іванович Аі Сугіяма \| 6 4 \| 6 4 \| \| \| \| 2 \| Сербія Японія \| Єлена Янкович Аюмі Моріта \| 6 1 \| 6 0 \| \| \| \| 3 \| Сербія Японія \| Єлена Янкович Аі Сугіяма \| 6 3 \| 6 2 \| \| \| \| 4 \| Сербія Японія \| Ана Іванович Аюмі Моріта \| 6 1 \| 6 2 \| \| \| \| 5 \| Сербія Японія \| Ана Йованович / Єлена Янкович Ріка Фудзівара / Аіко Накамура \| 6 3 \| \| \| \| |                                                      |                                                              |              |     |   |  |
| |                                                      |                                                              | 1            | 2   | 3 |  |
| 1 | Сербія Японія                                        | Ана Іванович Аі Сугіяма                                      | 6 4          | 6 4 |   |  |
| 2 | Сербія Японія                                        | Єлена Янкович Аюмі Моріта                                    | 6 1          | 6 0 |   |  |
| 3 | Сербія Японія                                        | Єлена Янкович Аі Сугіяма                                     | 6 3          | 6 2 |   |  |
| 4 | Сербія Японія                                        | Ана Іванович Аюмі Моріта                                     | 6 1          | 6 2 |   |  |
| 5 | Сербія Японія                                        | Ана Йованович / Єлена Янкович Ріка Фудзівара / Аіко Накамура | 6 3          |     |   |  |

#### Україна — Ізраїль
| Україна UKR 3 | Палац спорту «Локомотив», Харків, Україна 7-8 лютого 2009 хард | Палац спорту «Локомотив», Харків, Україна 7-8 лютого 2009 хард      | Ізраїль ISR 2 |       |     |  |
| \| \| \| \| 1 \| 2 \| 3 \| \| \| - \| --------------- \| ------------------------------------------------------------------- \| --- \| ----- \| --- \| \| \| 1 \| Україна Ізраїль \| Альона Бондаренко Ципора Обзілер \| 6 4 \| 6 4 \| \| \| \| 2 \| Україна Ізраїль \| Катерина Бондаренко Шахар Пеєр \| 3 6 \| 78 66 \| 3 6 \| \| \| 3 \| Україна Ізраїль \| Альона Бондаренко Шахар Пеєр \| 6 4 \| 5 7 \| 4 6 \| \| \| 4 \| Україна Ізраїль \| Катерина Бондаренко Ципора Обзілер \| 6 1 \| 4 6 \| 6 0 \| \| \| 5 \| Україна Ізраїль \| Альона Бондаренко / Катерина Бондаренко Шахар Пеєр / Ципора Обзілер \| 6 3 \| 6 2 \| \| \| |                                                                |                                                                     |               |       |     |  |
| |                                                                |                                                                     | 1             | 2     | 3   |  |
| 1 | Україна Ізраїль                                                | Альона Бондаренко Ципора Обзілер                                    | 6 4           | 6 4   |     |  |
| 2 | Україна Ізраїль                                                | Катерина Бондаренко Шахар Пеєр                                      | 3 6           | 78 66 | 3 6 |  |
| 3 | Україна Ізраїль                                                | Альона Бондаренко Шахар Пеєр                                        | 6 4           | 5 7   | 4 6 |  |
| 4 | Україна Ізраїль                                                | Катерина Бондаренко Ципора Обзілер                                  | 6 1           | 4 6   | 6 0 |  |
| 5 | Україна Ізраїль                                                | Альона Бондаренко / Катерина Бондаренко Шахар Пеєр / Ципора Обзілер | 6 3           | 6 2   |     |  |